# Hovea parvicalyx
Hovea parvicalyx är en ärtväxtart som beskrevs av I.Thomps. Hovea parvicalyx ingår i släktet Hovea och familjen ärtväxter. Inga underarter finns listade i Catalogue of Life.